# Авидан, Асаф
Асаф Авидан (ивр. אסף אבידן; род. 23 марта 1980 года) — израильский фолк-рок-музыкант и композитор. Большое влияние на его творчество оказали такие исполнители, как Боб Дилан, Дженис Джоплин и Led Zeppelin. До 2012 года сотрудничал с израильской фолк-рок группой the Mojos.

## Биография
Родился в Иерусалиме в 1980 году. Его родители были дипломатами в Министерстве иностранных дел Израиля, и Асаф провёл 4 года своего детства на Ямайке. После окончания службы в израильской армии врачи обнаружили у него лимфому, однако медицина вскоре справилась с этим недугом. Окончил Академию искусств «Бецалель» по специальности мультипликатор и работал им в Тель-Авиве. В то время музыка была для него всего лишь увлечением, однако под влиянием разлуки с его возлюбленной оно переросло в постоянный род деятельности.

## Asaf Avidan & The Mojos
В песнях Авидана слушатель сразу обращает внимание на его голос, так как он обладает тенором-альтино. По этой причине его часто сравнивают с Дженис Джоплин и Робертом Плантом, которые в действительности повлияли на его творчество. В 2006 году Асаф набрал музыкантов и назвал свой коллектив The Mojos. Альбом The Reckoning, вышедший в 2008 году, включает в себя 15 песен с элементами блюза и фолка с текстами Авидана об изменах и отношениях. Альбом стал платиновым и самым продаваемым за всю историю Израиля. Авидан также снял клип на песню «Weak» из этого альбома, который стал лучшим видеоклипом года в Израиле. Авидан  стал очень популярным как среди израильской, так и среди европейской молодежи. Через год вышел альбом Poor Boy / Lucky Man, после чего Авидана и Mojos стали приглашать на различные концерты и туры, продолжавшиеся до 2011 года. Асаф в этот период давал концерты не только в Израиле и Европе, но также в США, Канаде, Китае и даже в Индии. Альбом также стал золотым в Израиле. В 2010 году вышел третий альбом Through the Gale, ставший последним совместным с The Mojos альбомом Асаф Авидана. В начале 2012 года участники The Mojos разошлись, и каждый стал заниматься своими проектами.

## Different Pulses
Летом 2012 года Асаф выпустил альбом Different Pulses. Он отличился новым, ранее нигде не использованным звучанием и стилем. Асаф решил поэкспериментировать со звучанием, и у него это получилось, как ни у кого ранее. В этом альбоме смиксованы фолк и соул, но уже с элементами электроники.